# Капанадзе Автанділ Давидович
Автанділ Давидович Капанадзе (груз. ავთანდილ დავითის ძე კაპანაძე; нар. 1 грудня 1962. Тбілісі, Грузинська РСР, СРСР) — колишній радянський і грузинський футболіст, нападник, півзахисник.

## Кар'єра
З ранніх років Автанділ став займатися футболом, спочатку в одній зі шкіл Тбілісі, а потім потрапив в професійну команду, яка виступала у Другій лізі СРСР. У 1987 році він провів 2 матчі в команді «Гурія» (Ланчхуті), яка тоді грала в вищій лізі СРСР. У тому ж сезоні Автанділ перейшов в «Торпедо» (Кутаїсі) і зіграв 9 матчів у першій лізі СРСР. Потім з 1988 по 1993 рік грав у клубі «Металург» (Руставі), який зі здобуттям незалежності Грузією став виступати в елітному дивізіоні новоствореної країни і був перейменований в клуб «Горда».
У 1993 році Автанділ перейшов в український клуб «Темп» із Шепетівки, який тоді мав потужне фінансування і спонсорувався грузинським бізнесменом Джумбером Нешніанідзе і виступав у Вищій лізі України. У новій команді він виступав на позиції лівого півзахисника, а його брат Таріел — на місці правого півзахисника. У першому сезоні його команда посіла 9-е місце. Наступний сезон був невдалим, у команди зменшилося фінансування і вона, зайнявши 17-е місце, вилетіла з елітного дивізіону.
Першу половину сезону 1995/96 Автанділ провів у Першій лізі в новоствореній команді «Темп-АДВІС». Потім він перейшов в клуб Вищої ліги України «Нива» з Тернополя. Там він перейшов на позицію форварда і аж до 2001 року був лідером атак команди, а також одним з найбільш вікових бомбардирів вищої ліги України. Всього в чемпіонатах України Автанділ провів 210 матчів і забив 60 м'ячів (189 матч і 57 голів у Вищій лізі, 21 матч та 3 голи в першій лізі).
У 2001 році у віці 38 років Автанділ перебрався в російський клуб першого дивізіону «Локомотив» з Нижнього Новгорода, який вилетів у Другий дивізіон. Там же в 2004 році Автанділ закінчив спортивну кар'єру.

## Статистика
| Сезон   | Клуб                        | Ліга            | Чемпіонат | Чемпіонат |
| Сезон   | Клуб                        | Ліга            | Ігри      | Голи      |
| ------- | --------------------------- | --------------- | --------- | --------- |
| 1984    | Локомотив (Тбілісі)         | Друга ліга      | 27        | 5         |
| 1985    | Локомотив (Тбілісі)         | Друга ліга      | 29        | 4         |
| 1986    | Локомотив (Тбілісі)         | Друга ліга      | 24        | 6         |
| 1987    | Гурія (Ланчхуті)            | Вища ліга       | 2         | 0         |
| 1987    | «Торпедо» (Кутаїсі)         | Перша ліга      | 9         | 0         |
| 1988    | «Металург» (Руставі)        | Друга ліга      | 24        | 12        |
| 1989    | Металург (Руставі)          | Друга ліга      | 41        | 15        |
| 1990    | Горда (Руставі)             | Ліга Умаглесі   | 32        | 8         |
| 1991    | Горда (Руставі)             | Ліга Умаглесі   | 19        | 6         |
| 1991/92 | Горда (Руставі)             | Ліга Умаглесі   | 36        | 12        |
| 1992/93 | Горда (Руставі)             | Ліга Умаглесі   | 32        | 13        |
| 1993/94 | Темп (Шепетівка)            | Вища ліга       | 29        | 0         |
| 1994/95 | Темп (Шепетівка)            | Вища ліга       | 26        | 3         |
| 1995/96 | Темп-АДВІС (Хмельницький)   | Перша ліга      | 21        | 3         |
| 1995/96 | Нива (Тернопіль)            | Вища ліга       | 13        | 5         |
| 1996/97 | Нива (Тернопіль)            | Вища ліга       | 28        | 8         |
| 1997/98 | Нива (Тернопіль)            | Вища ліга       | 28        | 15        |
| 1998/99 | Нива (Тернопіль)            | Вища ліга       | 28        | 9         |
| 1999/00 | Нива (Тернопіль)            | Вища ліга       | 22        | 12        |
| 2000/01 | Нива (Тернопіль)            | Вища ліга       | 15        | 5         |
| 2001    | Локомотив (Нижній Новгород) | Перший дивізіон | 12        | 0         |
| 2003    | Локомотив (Нижній Новгород) | Другий дивізіон | 14        | 2         |
| 2004    | Локомотив (Нижній Новгород) | Другий дивізіон | 23        | 1         |

## Досягнення
- Бронзовий призер чемпіонату Грузії (2): 1990, 1991/92

## Особисте життя
Є брат-близнюк Таріел Капанадзе, також професійний футболіст. Більшу частину кар'єри провів в одних командах з братом.